# Cajanus kerstingii

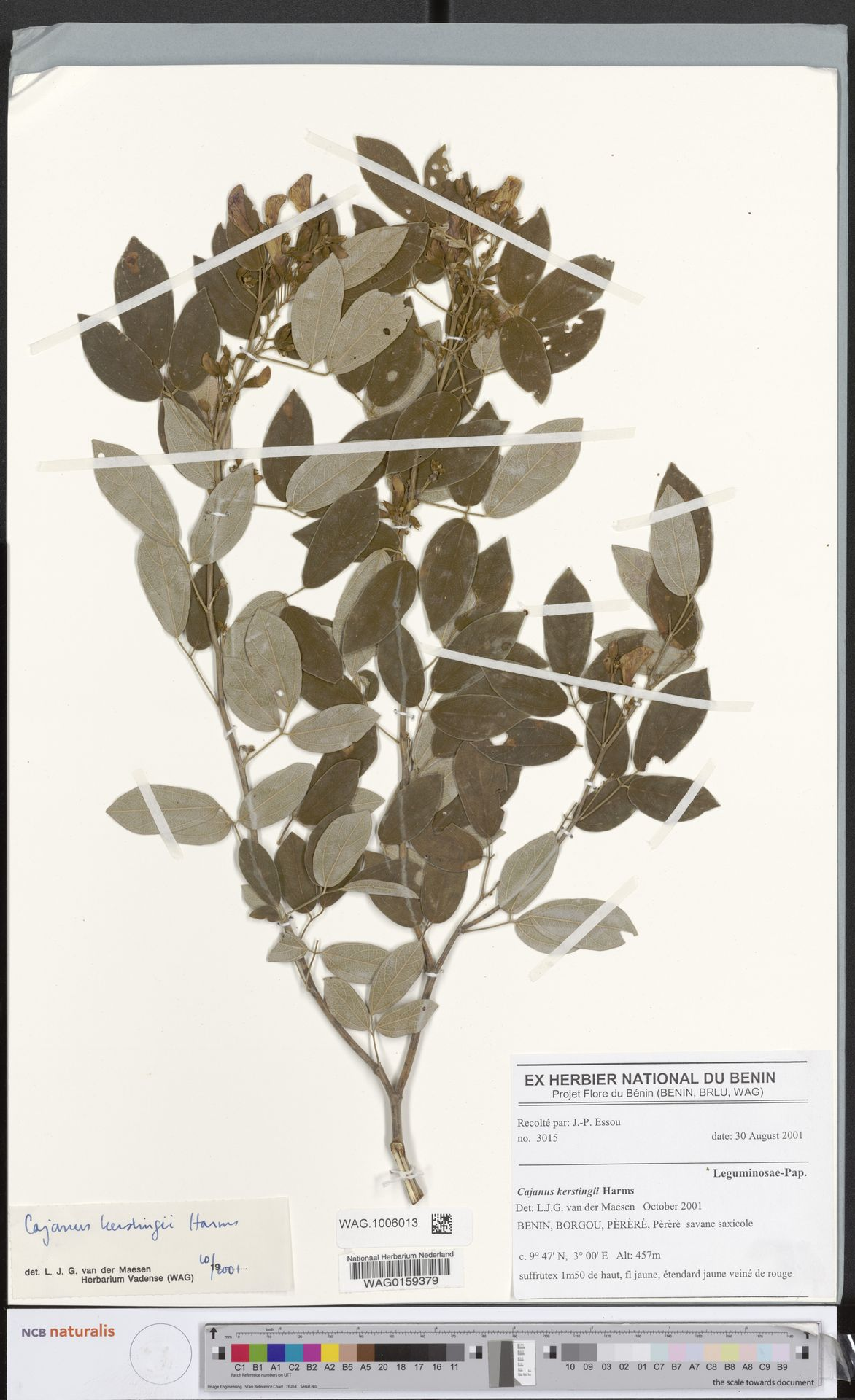
Cajanua kerstingii

Cajanus kerstingii är en ärtväxtart som beskrevs av Hermann August Theodor Harms. Cajanus kerstingii ingår i släktet Cajanus och familjen ärtväxter. Inga underarter finns listade i Catalogue of Life.